# George James (Musiker)
George James (* 7. Dezember 1906 in Beggs, Oklahoma; † 30. Januar 1995 in Columbus) war ein amerikanischer Jazzmusiker (Alt-, Sopran- und Baritonsaxophon, Klarinette, Flöte).

## Wirken
James besuchte die High School in St. Louis und begann in den Bands von Charlie Creath und Johnny Neal. 1928 zog er nach Chicago, wo er mit Jimmie Noone, Sammy Stewart, Ida Marples, Jabbo Smith und Bert Hall spielte. 1931 bis März 1932 ging er mit Louis Armstrong, mit dem viele Aufnahmen und die Kurzfilme A Rhapsody in Black and Blue und I’ll be Glad when You’re Dead, You Rascal You entstanden, auf Tournee und blieb am Ende der Tournee in New York City, wo er sich den Savoy Bearcats und später den Arcadians von Charlie Turner anschloss. Fats Waller übernahm in der Mitte des Jahrzehnts die Leitung der Arcadians, und James blieb bis 1937 in seiner Formation. Dann spielte er in der Blackbirds Revue.
Anfang der 1940er Jahre arbeitete James mit James P. Johnson, Benny Carter, Teddy Wilson und Lucky Millinder zusammen und leitete 1943/44 seine eigene Band, mit der er in der Famous Door und im Café Society auftrat. Später in diesem Jahrzehnt spielte James mit Claude Hopkins und Noble Sissle. Dann war er bis in die 1970er Jahre sowohl als Leader als auch als Sideman aktiv. Zwischen 1973 und den frühen 1980er war er international auf Tourneen mit Clyde Bernhardt und der von diesem geleiteten Harlem Blues and Jazz Band. Dann zog er sich nach Columbus zurück. Er ist auch auf Aufnahmen von Arnett Nelson, Melvin Smith, Rosetta Tharpe, Sarah Vaughan und Randy Vanwarmer zu hören.